# Гребля на байдарках и каноэ на летних Олимпийских играх 1976

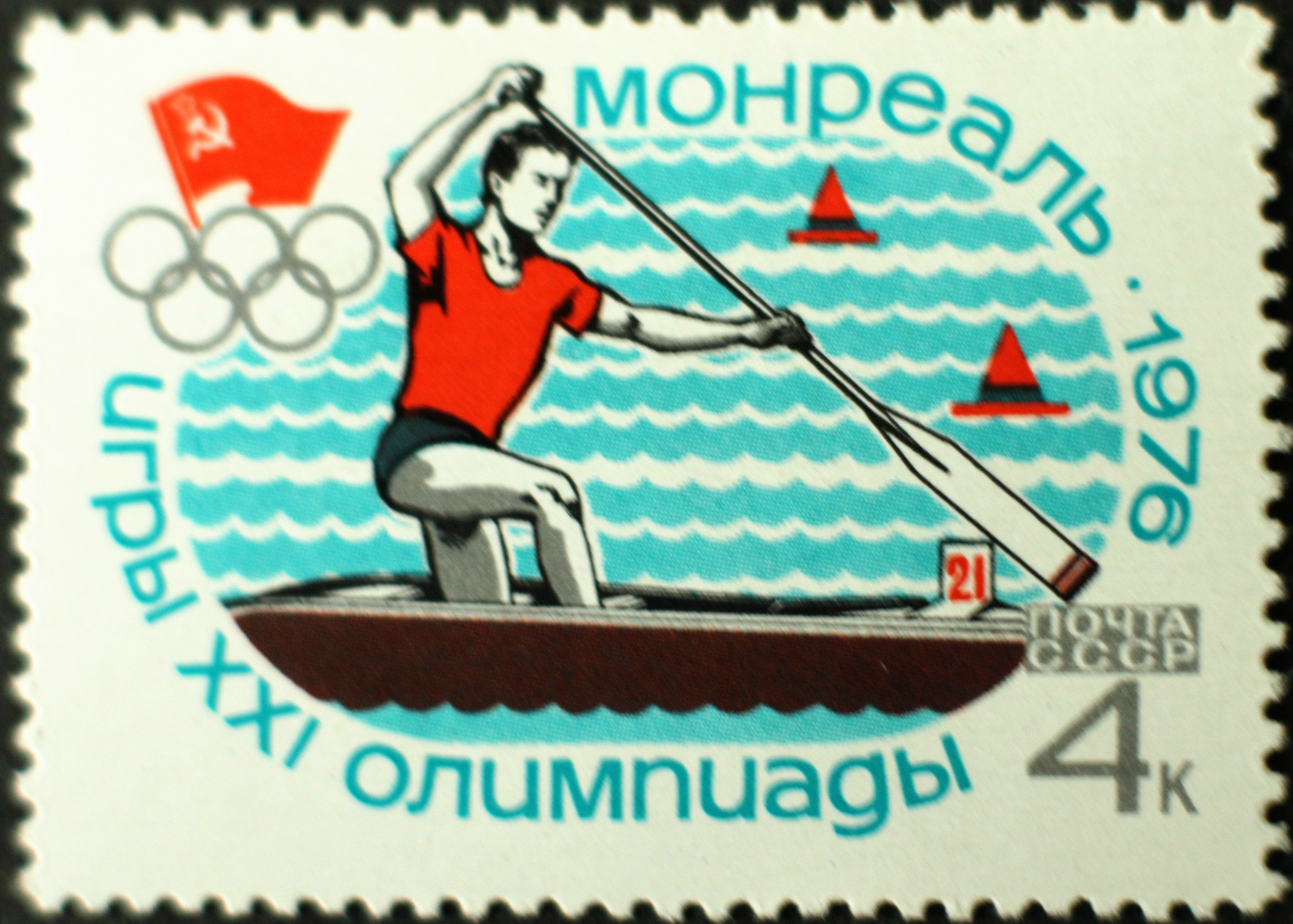
Почтовая марка СССР

Соревнования по гребле на байдарках и каноэ на летних Олимпийских играх 1976 года проходили возле искусственного острова Иль-Нотр-Дам. В соревнования не был включён введённый на играх 1972 года гребной слалом, но зато у мужчин были добавлены четыре вида состязаний на дистанции 500 м.

## Общий медальный зачёт
| Место | Страна    | Золото | Серебро | Бронза | Всего |
| ----- | --------- | ------ | ------- | ------ | ----- |
| 1     | СССР      | 6      | 3       | 0      | 9     |
| 2     | ГДР       | 3      | 1       | 3      | 7     |
| 3     | Румыния   | 1      | 1       | 2      | 4     |
| 4     | Югославия | 1      | 0       | 1      | 2     |
| 5     | Венгрия   | 0      | 3       | 5      | 8     |
| 6     | Канада    | 0      | 1       | 0      | 1     |
| 6     | Польша    | 0      | 1       | 0      | 1     |
| 6     | Испания   | 0      | 1       | 0      | 1     |

## Медалисты

### Мужчины
| Дисциплина                 | Золото                                                                      | Серебро                                                                                  | Бронза                                                                 |
| -------------------------- | --------------------------------------------------------------------------- | ---------------------------------------------------------------------------------------- | ---------------------------------------------------------------------- |
| Каноэ-одиночка — 500 м     | Александр Рогов СССР                                                        | Джон Вуд Канада                                                                          | Матия Любек Югославия                                                  |
| Каноэ-одиночка — 1000 м    | Матия Любек Югославия                                                       | Василий Юрченко СССР                                                                     | Тамаш Вихман Венгрия                                                   |
| Каноэ-двойка — 500 м       | СССР · Сергей Петренко · Александр Виноградов                               | Польша · Ежи Опара · Анджей Гронович                                                     | Венгрия · Тамаш Будаи · Оскар Фреи                                     |
| Каноэ-двойка — 1000 м      | СССР · Сергей Петренко · Александр Виноградов                               | Румыния · Георге Даньелов · Георге Симьонов                                              | Венгрия · Тамаш Будаи · Оскар Фреи                                     |
| Байдарка-одиночка — 500 м  | Василе Дыба Румыния                                                         | Золтан Станить Венгрия                                                                   | Рюдигер Хельм ГДР                                                      |
| Байдарка-одиночка — 1000 м | Рюдигер Хельм ГДР                                                           | Геза Чапо Венгрия                                                                        | Василе Дыба Румыния                                                    |
| Байдарка-двойка — 500 м    | ГДР · Йоахим Маттерн · Бернд Ольбрихт                                       | СССР · Сергей Нагорный · Владимир Романовский                                            | Румыния · Поликарп Малыхин · Ларьон Сергей                             |
| Байдарка-двойка — 1000 м   | СССР · Сергей Нагорный · Владимир Романовский                               | ГДР · Йоахим Маттерн · Бернд Ольбрихт                                                    | Венгрия · Золтан Бако · Иштван Сабо                                    |
| Байдарка-четвёрка — 1000 м | СССР · Сергей Чухрай · Александр Дегтярёв · Юрий Филатов · Владимир Морозов | Испания · Хосе Мария Эстебан · Хосе Рамон Лопес · Эрминио Менендес · Луис Грегорио Рамос | ГДР · Рюдигер Хельм · Франк-Петер Бишоф · Бернд Дювиньо · Юрген Ленерт |

### Женщины
| Дисциплина                | Золото                            | Серебро                               | Бронза                               |
| ------------------------- | --------------------------------- | ------------------------------------- | ------------------------------------ |
| Байдарка-одиночка — 500 м | Карола Цирцов ГДР                 | Татьяна Коршунова СССР                | Клара Райнаи Венгрия                 |
| Байдарка-двойка — 500 м   | СССР · Нина Гопова · Галина Крефт | Венгрия · Анна Пфеффер · Клара Райнаи | ГДР · Бербель Кёстер · Карола Цирцов |